# Shirley Brasher
Shirley Brasher, nascida Shirley Bloomer (Grimsby, 13 de junho de 1934) é uma ex-tenista britânica. Ela ganhou um torneio de simples do Aberto da França.